# Oreopanax echinops
Espèce
Synonymes
- Aralia echinops Schltdl. & Cham.[1] [2]
- Hedera echinops (Schltdl. & Cham.) Schltdl. & Cham.[1]

Statut de conservation UICN

 VU A1c : Vulnérable
Oreopanax echinops est une espèce de plantes à fleurs de la famille des Araliaceae.

## Publication originale
- Revue Horticole (Paris), sér. 4, 3(6): 108. 1854. (16 Mar 1854)